# Alex Young (Fußballspieler, 1937)
Alexander „Alex“ Young (* 3. Februar 1937 in Loanhead, Midlothian; † 27. Februar 2017 in Edinburgh) war ein schottischer Fußballspieler.

## Leben und Karriere
Young begann seine Karriere bei Newtongrange Star und wechselte zu Heart of Midlothian. Er gab sein Debüt für die Hearts im Alter von 18 Jahren. 1958 und 1960 gewann er den schottischen Meistertitel. Anschließend ging er zum FC Everton. Dort gewann er 1963 die englische Meisterschaft und 1966 den englischen Pokal. Während seiner Zeit in England bekam er den Spitznamen „The Golden Vision“. Zwei Jahre später wechselte er zum FC Glentoran nach Nordirland. Nach einem Jahr auf der irischen Insel spielte er noch kurz bei Stockport County und beendete seine Karriere nach einer schweren Knieverletzung.
Nach seiner Karriere arbeitete er im Familienunternehmen, bevor er sich zur Ruhe setzte. Im August 2001 wurde ein Abschiedsspiel zu seinen Ehren im Goodison Park ausgetragen, das 20.000 Zuschauer besuchten.

## Erfolge
- englische Meisterschaft 1963
- schottische Meisterschaft 1958, 1960
- englischer Pokal 1966
- schottischer Pokal 1956